# Странные игры (гурт)
«Странные игры» (укр. — «Дивні ігри») — радянська та російська рок-група з Ленінградського рок-клубу, що з'явилася в Ленінграді у 1982 році. Вона здобула популярність завдяки оригінальному для того часу стилю — ска, не особливо поширеному в СРСР, з домішкою реггі та нової хвилі, а також незвичайного концертного іміджу та виконання пісень на вірші зарубіжних (найчастіше — французьких) і деяких російських поетів. У 1980-ті роки група тісно співпрацювала з Сергієм Курьохіним.
У 1986 році група розпалася на два колективи — «АВІА» та «Ігри». У 1990-і та 2000-і роки група спорадично збиралася для поодиноких виступів.

## Історія
Група була заснована Олександром Давидовим, який ще в студентські роки займався самодіяльністю. Влітку 1979 року виступаючи в Криму в складі групи «Рубіновий дощ» він познайомився з Віктором Сологубом, який на той час був гітаристом групи «Нижній б'єф». Результатом знайомства стала безіменна на той час група, до складу якої, крім Сологуба і Давидова (які обидва стали гітаристами та вокалістами), увійшли: басист Євген Смелков, клавішник Володимир Сайко, саксофоніст Сергій «Джекі» Пермінов, і барабанщик Віктор Васильєв. Утворений колектив, вже почавши репетиції, довго не міг визначитися з назвою, так на ранньому етапі колектив змінив безліч назв, таких як «Цукрові трубочки», «Spartak», «Пряник». Після інтенсивних репетицій колектив брав участь на рок-фестивалі в естонському місті Тарту і дав кілька концертів в Ленінграді. Однак колектив швидко розпався, після гастролей по південних курортах, де музиканти намагалися заробити на інструменти й апаратуру.
До кінця 1981 року у групи був сформований новий склад, що складався із усталеного «кістяка»: Віктора Сологуба, який став бас-гітаристом, і Олександра Давидова, а також брата Віктора — Григорія Сологуба, що приєднався до них, саксофоніста Олексія Рахова. Крім того, клавішників Миколи Гусєва і Миколи «Кроки» Куликовського. Останній грав з Давидовим ще в «Рубіновому дощ». Барабанщика їм спочатку знайти не вдавалося: за барабанами, не затримуючись довше, ніж на дві-три репетиції, промайнуло кілька людей: Шаріф Абдула (пізніше «Пікнік»), знову Віктор Васильєв («Пілігрим»).
Під назвою «Група Олександра Давидова» вступила до рок-клубу і дебютувала на новорічному вечорі в Ленінградському політехнічному інституті. Навесні наступного, 1982 року, група змінила свою назву на «Дивні ігри», яка згодом закріпилося.
Перший виступ «Дивних ігор» відбувся після піврічних репетицій 6 березня 1982 року. За барабанами тоді сидів Валерій Кирилов. Тоді група виступила в Клубі сучасної музики в Палаці культури імені Ленсовета на розігріві у вже відомого колективу «Акваріум». За спогадами Гребенщикова і Гаккеля колектив дебютував з великим успіхом і затьмарив своєю програмою виступ «Акваріума».
Після Кирилова пост барабанщика мало не зайняв Георгій «Густав» Гур'янов, але лише до травня посаду барабанщика остаточно отримав універсальний Олександр Кондрашкін.
У 1983 році група записує дебютний альбом — «Метаморфозы», з яким досягла певної популярності не тільки в Ленінграді, але і в інших радянських містах. Трек-лист ленінградського та московського видання альбомів помітно відрізнялися послідовністю композицій.
У квітні 1984 року через творчі розбіжності колектив залишають Микола Куликовських та Олександр Давидов. Останній пояснював причину відходу так: «Мені набридло жартувати з приводу сміху». Через два місяці Давидов помер. Тим не менш, група продовжила свою гастрольну діяльність, посиливши склад тромбоністом Миколою Ольшевським.
Паралельно виник дочірній колектив — гурт рок-н-рольного відродження «Стандарт», який виконував класику зарубіжного рок-н-ролу. До складу «Стандарту» входили майже всі музиканти «Странных игр», крім Віктора Сологуба — його заміняв контрабасист Ілля Нарет. Також у складі дочірнього колективу фігурував флейтист та саксофоніст Євген Жданов, який раніше грав у групах «Аргонавти» і «Бароко», а пізніше увійшов до складу «АВІА». Солістом був Микола Гусєв. На відміну від «Дивних ігор», «Стандарт» не залишив після себе альбомів, а ідеї колективу реалізувалися в сольному альбомі Гусєва «Исправленному — верить!».
У 1985 році гурт записує останній альбом — «Смотри в оба», який через рік виходить у світ. До того часу гурт припиняє існування, а колишні учасники створюють два нових гурти — «АВИА» (Гусєв, Рахов, Кондрашкін) та «Игры» (брати Сологуби).
До десятирічного ювілею група була реанімована і дала серію концертів, один з яких і був показаний в Програмі «А».
Починаючи з другої половини 1990-х років ветерани «Странных игр» Віктор Сологуб та Олексій Рахов створили брейкбіт-проект «Deadушкі».
28 жовтня 2008 було заплановано виступ гурту в московському клубі «Проект ОГИ», але концерт був скасований через хворобу Григорія Сологуба, який помер 27 лютого 2009 року в Санкт-Петербурзі.
Гурт продовжує своє існування, веде концертну діяльність. У 2013 році Григорія Сологуба замінив його племінник Філіп.

## Дискографія

### Студійні альбоми
- Дадаизм (1983)
- Метаморфозы (АнТроп, 1983; Manchester, MC, 1996)

Існує декілька оригінальних версій з різним порядком пісень і звучанням («московська» (Глазкова) і «ленінградська» (Тропілло) відомості). Нижче представлена одна з них (офіційно видана):
| #  | Назва                                                                      | Автор слів                                    | Тривалість |
| -- | -------------------------------------------------------------------------- | --------------------------------------------- | ---------- |
| 1. | «Солипсизм» (вокал — Віктор Сологуб)                                       | Раймон Кено, переклад - Михаил Кудинов        | 03:24      |
| 2. | «Девчонка (Если ты думаешь)» (вокал — Григорій Сологуб)                    | Раймон Кено, переклад - Михайло Кудінов       | 03:52      |
| 3. | «Хороводная» (вокал — Віктор Сологуб)                                      | Моріс Фомбер, переклад - Михайло Кудінов      | 04:48      |
| 4. | «Эгоцентризм II» (вокал — Віктор Сологуб, Григорій Сологуб)                | Раймон Кено, переклад - Михайло Кудінов       | 04:29      |
| 5. | «Эгоцентризм I» (вокал — Віктор Сологуб, Олександр Давидов, Олексій Рахов) | Раймон Кено, переклад - Михайло Кудінов       | 03:38      |
| 6. | «Плохая репутация» (вокал — Олександр Давидов)                             | Жорж Брассенс, переклад - Наталія Стрижевська | 05:02      |
| 7. | «Метаморфозы» (вокал — Віктор Сологуб, Григорій Сологуб)                   | Жан Тардье, переклад - Михайло Кудінов        | 02:37      |
| 8. | «Мы увидеть должны» (вокал — Олександр Давидов)                            | Жак Брель, переклад — Моріс Ваксмахер         | 04:38      |

Автори музики — гурт «Странные игры».
Існує також розширена версія альбому, що включає записи концертних виступів гурту, виконані Михайло Мончадським, ленінградським фанатом групи (можливо, ця версія іменувалася «Дыдаизм»): «Дип Папл» (оригінальна інструментальна кавер-версія відомої композиції Smoke on the Water групи Deep Purple, якою часто «Странные игры» завершували свої концерти в 1983—1984 роках.), «Слово бойца» (на вірші перуанського поета Хав'єра Еро, виконана колективом на Першому Ленінградському рок-фестивалі, як обов'язкова, на антивоєнну тематику) і «Утраченная любовь» (на вірші британського поета Роберта Грейвса).
- Смотри в оба (АнТроп, 1986; Фірма Мелодія, LP, 1988)
- Крик в жизни (1989)
- Детерминизм (1989)
- Искусство каменных статуй (1998) («Утекай»)
- Deadушки (з Борисом Гребєнщиковим (1998), «Feelee», перевиданий у 2002 році)[7]
- Элизобарра-торр (з В'ячеславом Бутусовим) (2000) («Нікітін»)
- PoR.no («Никитин») (2001)

### Концертні альбоми
- I фестиваль рок-клуба (1983)
- Концерт в Ленэнерго. Часть I (1984)
- II фестиваль рок-клубу (1984)
- Концерт в Ленэнерго. Часть II (1985)
- Странные игры в VILD SIDE-клубе (1996)

### Участь у масових заходах
- Red Wave (Big Time, 2 LP, 1986)
- Настройся на лучшее. Часть1 (Jam Music Group: JSP)
- Звуки Северной столицы (Moroz Records, 1995)

## Нинішній склад групи
- Віктор Сологуб — вокал, бас-гітара (з 1979)
- Олексій Рахов — саксофон, вокал (з 1981)
- Микола Гусєв — клавішні, вокал (з 1982)
- Ігор Черидник — ударні (з 1987)
- Філіп Сологуб — гітара, вокал (з 2011)

## Колишні учасники
- Олександр Давидов — вокал, гітара (1979—1984)†
- Євген Смелков — бас-гітара (1979—1980)
- Володимир Сайко — клавішні (1979—1980)
- Сергій «Джекі» Пермінов — саксофон (1979—1980)
- Віктор Васильєв — ударні (1979—1981)
- Микола Куликовських — клавішні (1981—1984)
- Григорій Сологуб — вокал, гітара, губна гармоніка, акордеон (1981—2009)†
- Валерій Кирилов — ударні (1982)
- Георгій «Густав» Гур'янов — ударні (1982;1986-1987 (як учасник групи «Гри»))†
- Олександр Кондрашкін — ударні (1982—1985)†
- Ілля Нарет — бас-гітара, контрабас (1984—1985) (як учасник групи «Стандарт»)
- Євген Жданов — флейта, саксофон (1984—1985) (як учасник групи «Стандарт»)
- Микола Ольшевський — тромбон, труба (1984—1986)
- Андрій Медведєв — вокал (1986—1987)
- Денис Медведєв — саксофон (1986—1987)

- Сергій «Африка» Бугайов — ударні (1986—1987) (як учасник групи «Ігри»)
- Олександр Петелін — ударні (1988) (як учасник групи «Ігри»)